# Saint-Maigrin
 Saint-Maigrin  es una población y comuna francesa, situada en la región de Poitou-Charentes, departamento de Charente Marítimo, en el distrito de Jonzac y cantón de Archiac.

## Demografía
| 606 | 598 | 555 | 548 | 511 | 526 |
| Para los censos de 1962 a 1999 la población legal corresponde a la población sin duplicidades (Fuente: INSEE [Consultar]) |     |     |     |     |     |